# ChibiChibi
ChibiChibi (ちびちび Chibichibi?), alias Sailor ChibiChibi Moon (セーラーちびちびムーン Sērā ChibiChibi Mūn?), alias Sailor Cosmos (セーラー・コスモス Sērā Kosumosu?), es un personaje del anime y manga Sailor Moon. Aparece en la última temporada de la serie, la cual es conocida popularmente como Stars. Únicamente en el manga, su nombre real es Sailor Cosmos; mientras que el nombre y la apariencia de Chibi Chibi (incluida su transformación en una pequeña justiciera, Sailor Chibi Chibi) constituyen solo un disfraz.
ChibiChibi es una niña muy pequeña, de grandes ojos azules y cabello color rosa oscuro; que apenas habla muy poco y parece estar en edad preescolar. Ella acompaña a la protagonista Usagi Tsukino cuando esta, en su rol de Sailor Moon, se enfrenta a la última gran antagonista de la serie, Sailor Galaxia. Entonces ChibiChibi se muestra también en su identidad justiciera (una Sailor Senshi llamada Sailor ChibiChibi Moon) y le entrega a Sailor Moon nuevos poderes para luchar. 
El origen de ChibiChibi permanece como un misterio por la mayor parte de la temporada, hasta que finalmente resulta explicado, aunque de manera diferente, tanto en el anime y en el manga. En el manga y en su adaptación de Bishōjo Senshi Sailor Moon Cosmos, ChibiChibi resulta ser "Sailor Cosmos"; la forma definitiva de Sailor Moon. En el anime de los años 90, en cambio, ella es la esencia de Sailor Galaxia; su "semilla estelar".

## Nombre
Su nombre en el idioma japonés original significa "Muy pequeña" (chibi quiere decir 'pequeño' en esta lengua) y su alias como heroína Sailor Senshi, Sailor ChibiChibi-Moon -traducido al español algunas veces como 'Guerrero ChibiChibi'- significa literalmente "Marinera pequeña mini-luna".

## Perfil
ChibiChibi aparece de forma inesperada, presentándose en el hogar de la protagonista de la serie, Usagi Tsukino, donde todos son hechizados para creer que ella ha formado siempre parte de la familia; a excepción de la propia Usagi. Las Sailor Senshi del Sistema Solar al principio piensan que ChibiChibi es una segunda visitante del futuro, hija de Usagi en el siglo XXX, que viajó por el tiempo al pasado al igual que Chibiusa. Sin embargo Setsuna, quien es capaz de visitar el futuro gracias a la Puerta del Tiempo, les aclara que la Usagi del futuro (la Neo Reina Serenity) tiene una sola hija, Chibiusa. En el manga, esta cuestión es explicada de manera similar por las integrantes del Sailor Quartetto, Sailor Vesta, Ceres, Juno y Palas). Entonces, empiezan a pensar que tal vez se trate de un nuevo enemigo; pero ChibiChibi resulta ser una niña tan dulce e inteligente que Usagi pronto desiste de la idea. En todas las versiones de la historia, ChibiChibi tiene bajo su resguardo un misterioso incensario, mismo que más tarde se revela como el escondite de la Princesa Kakyū, a quienes las Three Lights habían estado buscando tras la destrucción de su planeta natal a manos de Sailor Galaxia.

### En el manga

#### Sailor Cosmos
Sailor Cosmos (セーラー・コスモス Sērā Kosumosu?) es el nombre real de ChibiChibi, el cual ella mantiene en secreto. En la versión del manga y de Bishōjo Senshi Sailor Moon Cosmos, la apariencia de ChibiChibi es solo un disfraz de esta guerrera proveniente del futuro, quien se disfraza de una niña pequeña para viajar al pasado, ocultando su verdadera identidad. En su forma real, ella es una joven mujer adulta, de largo cabello blanco o plateado y peinado al estilo doble bollo (odango con coletas); quien tiene un gran parecido con Usagi (Sailor Moon). Sailor Cosmos es la futura y definitiva forma de Sailor Moon, según declaró su autora, Naoko Takeuchi. Su rol es como la verdadera oponente final de Chaos (o Caos), principal villano de la serie, dada la caracterización de ambos sobre la base de la dualidad del "cosmos" y "caos" según la cosmogonía griega. En ésta, el Caos representa desorden y lo impredecible; el espacio "hueco" del cual surgió el orden del cosmos, mundo o universo. Por lo tanto, es la contrapartida mística del Cosmos, de manera notablemente similar a como ocurre en la filosofía oriental del Ying y el yang.

#### Historia
En el manga, ChibiChibi proviene de un futuro distante, en el cual su identidad real es como la guerrera Sailor Cosmos. En este futuro remoto, la entidad maligna llamada Caos, disipada en el Caldero Primordial (origen de toda la vida), crece y se desarrolla hasta convertirse en Sailor Caos; una enemiga invencible que amenaza a todo el universo, causando terribles sufrimientos. Sailor Cosmos, la defensora del Universo, no es capaz de detenerla. Sintiéndose profundamente culpable por no haber destruido al Caos en el pasado cuando tuvo oportunidad, Sailor Cosmos decide viajar en el tiempo tomando la apariencia de la pequeña ChibiChibi para convencer a Sailor Moon de que destruya al Caos durante su batalla final contra Sailor Galaxia.
Durante tal enfrentamiento contra Galaxia, Caos (revelado como verdadero causante del mal y de todas las luchas en la Vía Láctea) se fusiona con el citado Caldero Primordial, siendo imposible destruir al primero sin destruir también al segundo. ChibiChibi trata de convencer a Sailor Moon de que aniquile a ambos de todas formas, ya que es la única forma de acabar con la amenaza de Caos en el futuro. Sin embargo, Sailor Moon se opone, argumentando que sin el Caldero no volverán a nacer nuevas estrellas y no habrá un porvenir. ChibiChibi insiste que, de no proceder así, Caos seguirá existiendo y las guerras no terminarán nunca. Pero Sailor Moon sentencia que mientras se conserve el Caldero, origen mismo de la vida, al final de toda batalla siempre existirá la esperanza. Tras la repentina muerte de Sailor Galaxia, ChibiChibi finalmente se muestra en su verdadera forma, como Sailor Cosmos, ante los ojos de Sailor Moon.  
Luego de lo ocurrido, Sailor Moon se lanza al interior del Caldero, sacrificando su propia vida para ir en busca de Caos y derrotarlo sin destruir el Caldero Primordial. En efecto, la maligna entidad no es definitivamente eliminada; solo se disuelve en la esencia primigenia a la espera de resurgir en un futuro remoto. Pero el valor de Sailor Moon no reside en derrotar a Caos, sino en el aceptar el mal y la oscuridad -representados por Caos- como partes inherentes e inevitables de la vida, sin por esto renegar de ella. Su abnegación, afecto y fe inquebrantables le permiten así aceptar la vida -y todas las cosas y personas en ella- tanto con sus virtudes como con sus defectos.
Tras este acto heroico, Sailor Cosmos le explica a las cuatro integrantes del Sailor Quartetto cómo ella había viajado al pasado, pensando eliminar al Caos para evitar que Sailor Caos existiera en el futuro. También les cuenta que, gracias al sacrificio de la Sailor Moon del siglo XX, a quien llama "la verdadera Sailor Cosmos"; ella ha recobrado la determinación de algún día poder vencer también a su enemigo por otros medios, y así salvar el Universo. Por eso, luego de enviar al Quartetto de regreso a Tokio de Cristal; Sailor Cosmos decide volver también ella a su propio tiempo, para continuar luchando sin perder la esperanza.

#### Poderes
Sailor Cosmos posee el poderoso Cristal del Cosmos, el cual es descrito como dotado de máximo poder. Por otra parte, dado que Sailor Cosmos en el manga es la identidad real de ChibiChibi, se demuestra con esto que al menos algunos de los poderes de Sailor Cosmos son la capacidad de cambiar de forma, repeler grandes ataques de energía, y teletransportar a otros seres a lugares remotos aún desde la distancia. También es capaz de transferir conocimientos a otros solo por medio del contacto físico (como hizo con Sailor Chibi Moon) y compartir energía y poder con otra guerrera solo con el tacto (con Usagi Tsukino durante su primera confrontación conjunta, en la Tierra, con Sailor Galaxia).

### En el anime de los años 90
En la versión del anime de los años 90, en cambio ella resulta ser la semilla estelar de Sailor Galaxia que tal ha perdido. Finalmente ChibiChibi, en un intento de ayudar a Usagi, se transforma con ayuda de la Luz de la Esperanza en una espada para que Sailor Moon utilice al luchar contra Galaxia.  Pero la espada se quiebra y Sailor ChibiChibi Moon desaparece temporalmente, hasta que es resucitada cuando Sailor Moon derrota a Chaos (o Caos), la entidad maligna que era la que en realidad estaba controlando a Sailor Galaxia.

#### La Luz de la Esperanza
La Luz de la Esperanza (希望の光 Kibou no Hikari?) es la silueta de una figura completamente sumida en las sombras, que aparece hacia el final de la serie. Se trata de una mujer con alas y peinado similar al de Usagi Tsukino, que viste una larga capa. Según interpretación de fanáticos, es una alusión a Sailor Cosmos. 
En el último capítulo de la serie animada, Sailor Moon es contactada por esta entidad, quien le entrega la semilla estelar de Sailor Galaxia (ChibiChibi), convertida en una espada. La entidad luego le pide a Sailor Moon que haga brillar la luz de la esperanza en la Vía Láctea, derrotando a Sailor Galaxia con esa espada.
Esta entidad solo se identifica como la "Luz de la Esperanza": "aquel resplandor" que se encontraba en la semilla estelar de Sailor Galaxia"; es decir, la "luz de la esperanza" que se encontraba en la semilla estelar de Sailor Galaxia, ChibiChibi. Más tarde, se dice que la "luz de la esperanza" se encuentra en los corazones (semillas estelares) de todas las personas, al igual que Caos.
La misma semilla de Sailor Galaxia, o ChibiChibi, parece ser llamada "luz de la esperanza" en más de una ocasión. Sin embargo, cabe destacar que en tal título se menciona en función de una circunstancia particular, como es por ejemplo en relación con Sailor Galaxia (ChibiChibi es la "luz de la esperanza" de Sailor Galaxia; es "la luz de la esperanza" que Sailor Galaxia dejó viajando por la Vía Láctea). ChibiChibi es, por tanto, una "luz de la esperanza" en particular (la de Sailor Galaxia) -de manera similar a como cuando Sailor Saturn una vez dijo que Sailor Moon es la "luz de la esperanza" de todo el equipo de guerreras justicieras al que pertenece.
Finalmente, la llamada la "Luz de la Esperanza", la silueta de la mujer en las sombras, no pertenece solo a ChibiChibi o a Sailor Galaxia, sino a los corazones o semillas estelares de todas las personas de la Vía Láctea. 
Un artbook oficial de Kodansha, el Libro conmemorativo del 20º aniversario de "Bishōjo Senshi Sailor Moon", menciona explíctamente a la "Luz de la Esperanza" de la propia Sailor Moon como el instrumento con el cual ésta logra restaurar la verdadera personalidad de Galaxia; tras la negativa influencia de Caos.

#### Poderes
La "Luz de la Esperanza" tiene el poder de estar en todas las semillas estelares o corazones de todas las personas de la galaxia, y hacer resurgir la esperanza y bondad en ellas, lo cual brinda a éstas poder para derrotar a Chaos (o Caos).